# Meiji-jingū Yakyūjō
Das Meiji-jingū Yakyūjō (jap. 明治神宮野球場), das „Meiji-Schrein-Baseballstadion“, meist als Jingū Kyūjō (神宮球場, „Jingū-[Base]ballstadion“) abgekürzt, ist ein Baseballstadion im Bezirk Shinjuku, Präfektur Tokio. Es ist heute das Heimstadion der Tōkyō Yakult Swallows aus der Central League und Austragungsort der Sechs Universitäten von Tokio, der Tōto-Hochschulbaseballliga (Tōto ist der Osten der Präfektur Tokio) sowie der nationalen Hochschulbaseballmeisterschaft. Das 1926 eröffnete Stadion fasst rund 35.000 Zuschauer und liegt im Tokioter Stadtteil Kasumigaokamachi zwischen dem Olympiastadion im Nordwesten und dem Prinz-Chichibu-Rugbystadion im Südosten. Nach dem zwei Jahre früher eröffneten Kōshien ist es das älteste noch genutzte Profibaseballstadtion Japans.
Das Stadion wurde mehrfach umgebaut, zuletzt 2008. Ursprünglich lag die Kapazität bei rund 31.000, nach einem Umbau 1931, bei dem die Tribünen deutlich vergrößert wurden, lag die offizielle Zahl bei rund 58.000. Anfangs wurde es vor allem für die Sechs Universitäten von Tokio genutzt, ab 1927 wurde auch das Toshi-Taikō-Baseballturnier (engl. Intercity Baseball Tournament) zwischen Mannschaften aus Großstädten hier ausgetragen, das aber 1938 ins Kōrakuen-Stadion umzog. Am 10. Mai 1931, dem Tag nach Abschluss des Erweiterungsumbaus, wurden bei einem Spiel der Sechs Universitäten 70.000 Zuschauer im Stadion untergebracht. 1932 nahm der Tōto-Baseballverband (damals Chūō-Universität, Nihon-Universität, Senshū-Universität, Kokugakuin-Universität, Landwirtschaftsuniversität Tokio) den Ligabetrieb im Jingū-Stadion auf. 1934 spielte die aus den Vereinigten Staaten in Japan gastierende Major-League-All-Star-Mannschaft unter anderem mit Babe Ruth und Lou Gehrig im Jingū-Stadion ein Spiel gegen den Großjapanischen Baseballklub Tokio, die späteren Yomiuri Giants, und ein weiteres Spiel gemischt als Ruth-Team gegen [Bing]-Miller-Team.
Im Pazifikkrieg wurde das Stadion durch Luftangriffe schwer beschädigt, in der Besatzungszeit wurde es vom Militär beschlagnahmt und war unter dem Namen Stateside Park zunächst den Besatzungstruppen vorbehalten, wurde aber bald wieder für die Tokioter zugänglich gemacht. Schon im Herbst 1945 fanden wieder einzelne Universitätsspiele statt. Im November 1945 fand ein All-Star-Spiel der in diesem Jahr noch ausgesetzten Profiliga als Ost (Kyojin, Nagoya, Senators) gegen West (Hanshin, Hankyū, Kinki, Asahi) statt. 1946/47 wurden Bauarbeiten zur Instandsetzung vorgenommen. Das erste reguläre Ligaspiel im Jingū-Stadion fand 1948 statt. Regelmäßig ist die Profiliga seit 1962 im Jingū-Stadion zu Hause, als zunächst für zwei Jahre die Tōei Flyers einzogen, dann 1964 die Kokutetsu Swallows aus dem Kōrakuen-Stadion hierher umzogen.